# Григорий Стамателу
Григорий (на гръцки: Γρηγόριος, Григориос) е гръцки духовник, митрополит на Цариградската патриаршия.

## Биография
Роден е около 1775 в село Месария на Андрос със светското име Стамателу или Бистис (Σταματέλου, Μπίστης). Става духовник  На 18 юни 1808 година е ръкоположен за коронски епископ от 1808 година до 1821 година, когато при обсадата на Корони по време на Гръцкото въстание е хвърлен от крепостните стени от османците.